# Нашуа
Нашуа (англ. Nashua) — місто (англ. city) в США, адміністративний центр округу Гіллсборо штату Нью-Гемпшир. Населення — 91 322 особи (2020).
Раніше місто було центром текстильної промисловості. Зараз воно є частиною Бостонської агломерації. Економічне відродження міста пов'язане з фірмами BAE Systems та DEC.
Науша двічі посідало перше місце в опитах журналу Money як найкраще місце для проживання в США: 1987 та 1997 років.
Свою назву місто отримало від річки Нашуа, яка в свою чергу пов'язана з племенем індіанців нашуа.

## Географія
Нашуа розташована за координатами 42°44′57″ пн. ш. 71°29′26″ зх. д. / 42.74917° пн. ш. 71.49056° зх. д. (42.749074, -71.490544). За даними Бюро перепису населення США в 2010 році місто мало площу 82,59 км², з яких 79,90 км² — суходіл та 2,69 км² — водойми.

### Клімат
| Клімат : Нашуа                    | Клімат : Нашуа | Клімат : Нашуа | Клімат : Нашуа | Клімат : Нашуа | Клімат : Нашуа | Клімат : Нашуа | Клімат : Нашуа | Клімат : Нашуа | Клімат : Нашуа | Клімат : Нашуа | Клімат : Нашуа | Клімат : Нашуа | Клімат : Нашуа |
| Показник                          | Січ.           | Лют.           | Бер.           | Квіт.          | Трав.          | Черв.          | Лип.           | Серп.          | Вер.           | Жовт.          | Лист.          | Груд.          | Рік            |
| Середній максимум, °C             | 0,7            | 2,9            | 7,3            | 14,4           | 20,5           | 25,2           | 28,0           | 27,3           | 22,9           | 16,4           | 10,1           | 3,6            | 15,0           |
| Середній мінімум, °C              | −10,9          | −9,3           | −4,8           | 0,9            | 6,7            | 12,2           | 15,2           | 14,2           | 9,6            | 2,9            | −1,5           | −7             | 2,4            |
| Норма опадів, мм                  | 87             | 85             | 109            | 111            | 103            | 112            | 99             | 99             | 94             | 113            | 108            | 98             | 1218           |
| Днів з опадами                    | 9,4            | 8,5            | 9,9            | 11,0           | 12,0           | 11,5           | 10,4           | 9,1            | 8,8            | 9,9            | 10,7           | 9,6            | 120,8          |
| Днів зі снігом                    | 5,7            | 4,2            | 3,5            | 0,4            | 0              | 0              | 0              | 0              | 0              | 0              | 1,0            | 3,9            | 18,7           |
| --------------------------------- | -------------- | -------------- | -------------- | -------------- | -------------- | -------------- | -------------- | -------------- | -------------- | -------------- | -------------- | -------------- | -------------- |
| Джерело: NOAA (normals 1981−2010) |                |                |                |                |                |                |                |                |                |                |                |                |                |

## Демографія
Згідно з переписом 2010 року, у місті мешкали 86 494 особи в 35 044 домогосподарствах у складі 21 876 родин. Густота населення становила 1047 осіб/км². Було 37168 помешкань (450/км²).
Расовий склад населення:
| - 83,4 % — білих - 6,5 % — азіатів - 2,7 % — чорних або афроамериканців - 0,3 % — корінних американців - 4,6 % — осіб інших рас |

До двох чи більше рас належало 2,5 %. Частка іспаномовних становила 9,8 % від усіх жителів.
За віковим діапазоном населення розподілялося таким чином: 22,1 % — особи молодші 18 років, 65,2 % — особи у віці 18—64 років, 12,7 % — особи у віці 65 років та старші. Медіана віку мешканця становила 38,5 року. На 100 осіб жіночої статі у місті припадало 97,3 чоловіків; на 100 жінок у віці від 18 років та старших — 95,8 чоловіків також старших 18 років.
Середній дохід на одне домашнє господарство становив 81 462 долари США (медіана — 67 246), а середній дохід на одну сім'ю — 93 554 долари (медіана — 81 156). Медіана доходів становила 59 598 доларів для чоловіків та 41 816 доларів для жінок. За межею бідності перебувало 11,0 % осіб, у тому числі 16,6 % дітей у віці до 18 років та 7,3 % осіб у віці 65 років та старших.
Цивільне працевлаштоване населення становило 46 498 осіб. Основні галузі зайнятості: освіта, охорона здоров'я та соціальна допомога — 20,2 %, виробництво — 16,4 %, науковці, спеціалісти, менеджери — 13,0 %, роздрібна торгівля — 12,6 %.

## Відомі особистості
У поселенні народився:
- Ельвін Люсьєр (* 1931) — американський композитор.